# المكتب الثاني (لبنان)
المكتب الثاني (أو الشعبة الثانية) كان جهاز الاستخبارات العسكري الرئيسي في لبنان خلال الخمسينيات إلى السبعينيات، عندما لعب دورًا مهماً خلال فترات عدم الاستقرار السياسي، وعندما مُنحت صلاحيات إضافية من قبل الرئيس فؤاد شهاب، بعد الانقلاب العسكري الفاشل ضده عام 1961 من قبل الحزب السوري القومي الاجتماعي، من أجل تعزيز الأمن الوطني. لقد لعب دورًا مهمًا في المشهد السياسي والعسكري، وهو ما كان أيضًا مثيرًا للجدل بسبب أساليبه وتورطه في السياسة الداخلية. اكتسبت قوة كبيرة في أوائل الخمسينيات خاصة تحت قيادة العقيد أنطون سعد، الذي يُنسب إليه توسيع نطاقه داخل المجتمع اللبناني.

## أصل الكلمة
تأسس المكتب خلال الانتداب الفرنسي في لبنان، فيأتي اسم "المكتب الثاني" من الفرنسية "Deuxième Bureau"، التي كانت وكالة الاستخبارات العسكرية الخارجية لفرنسا من عام 1871 إلى 1940. لم يكن المكتب الثاني الاسم الرسمي للمكتب ولكن كان اسمًا غير رسمي يُستخدم للإشارة إلى وكالة الاستخبارات في البلاد، باعتباره ثاني أهم وكالة أمنية بعد الأمن العام.

## تاريخ
يٌنسب تأسيس المكتب الثاني الى الرئيس فؤاد شهاب في عام 1946، وكان إميل البستاني أول رئيس له. وكان المكتب يشارك في مراقبة المعارضة السياسية، وخاصة الجماعات التي تعتبر متحالفة مع قوى خارجية، مثل القوميين العرب الناصريين أو الحركات اليسارية خلال حقبة الحرب الباردة.
بعد انتهاء الحرب الأهلية اللبنانية واتفاق الطائف عام 1989، الذي أعاد هيكلة النظام السياسي اللبناني، تم حل المكتب الثاني. وتم نسب وظائفه الى أجهزة استخبارات أحدث مثل مديرية المخابرات في الجيش اللبناني والأمن العام وقوى الأمن الداخلي.
لقد ترك المكتب الثاني أثراً دائماً على أجهزة الاستخبارات اللبنانية، إلا أنه اتٌهم في التلاعب السياسي والمراقبة وانتهاكات حقوق الإنسان مما شوهت صورته. اليوم، أصبح مجتمع الاستخبارات اللبناني لامركزياً وأُعيد هيكلته، على الرغم من استمرار التحديات المتمثلة في النفوذ السياسي والطائفية.

## النقد
اتُهم المكتب الثاني بمراقبة السياسيين، بقمع المعارضة وبإجراء عمليات تجسس على المدنيين والعسكريين.